# Steve Bastien
Steve Bastien (Saline, 4 marzo 1994) è un multiplista statunitense, specializzato nell'eptathlon e nel decathlon.

## Biografia
È figlio di Gary e Kathy Bastien. Entrambi i suoi genitori furono atleti e gareggiarono per la Eastern Michigan University. Il padre nel 1984 partecipò ai trials olimpici.
Ha anche frequentato il liceo alla Saline High School di Saline, Michigan. In seguito a studiato presso l'Università del Michigan, dove è stato cinque volte All American.
Ai trials olimpici statunitensi del 2016 si è classificato 12º nel decathlon ed ha mancato la qualificazione ai Giochi olimpici estivi di Rio de Janeiro 2016.
Ai trials olimpici statunitensi del 2020 tenutesi a Eugene, in Oregon, si è classificato secondo, grazie al punteggio di 8 485 punti.
Ha quindi rappresentato gli Stati Uniti ai Giochi olimpici estivi di Tokyo 2020, dove si è classificato decimo nel decathlon.

## Palmarès
| Anno | Manifestazione  | Sede     | Evento    | Risultato | Prestazione | Note                          |
| ---- | --------------- | -------- | --------- | --------- | ----------- | ----------------------------- |
| 2021 | Giochi olimpici | Tokyo    | Decathlon | 10º       | 8 236 p.    |                               |
| 2022 | Mondiali indoor | Belgrado | Eptathlon | 6º        | 6 074 p.    | Miglior prestazione personale |
| 2022 | Mondiali        | Eugene   | Decathlon | 16º       | 7 939 p.    |                               |